# Grewia palodensis
Grewia palodensis är en malvaväxtart som beskrevs av E.S.S.Kumar, A.E.S.Khan, Binu och S.M.Almeida. Grewia palodensis ingår i släktet Grewia och familjen malvaväxter. Inga underarter finns listade i Catalogue of Life.